# Achen
Achen è un comune francese di 1 025 abitanti situato nel dipartimento della Mosella nella regione del Grande Est.

## Storia

### Simboli
Lo stemma del comune di Achen si blasona: 
(Decreto prefettizio del 14 marzo 1950)
 Riprende lo stemma dei conti di La Petite-Pierre, antichi signori del luogo, che era troncato: al 1º di rosso allo scaglione d'argento, al 2º di oro pieno, mentre la croce nella parte inferiore ricorda la contea di Bitche, che fu possedimento dei duchi di Lorena. Le due chiavi sono gli attributi di san Pietro, patrono della parrocchia.

## Società

### Evoluzione demografica
Abitanti censiti